# Włocławskie Towarzystwo Wioślarskie

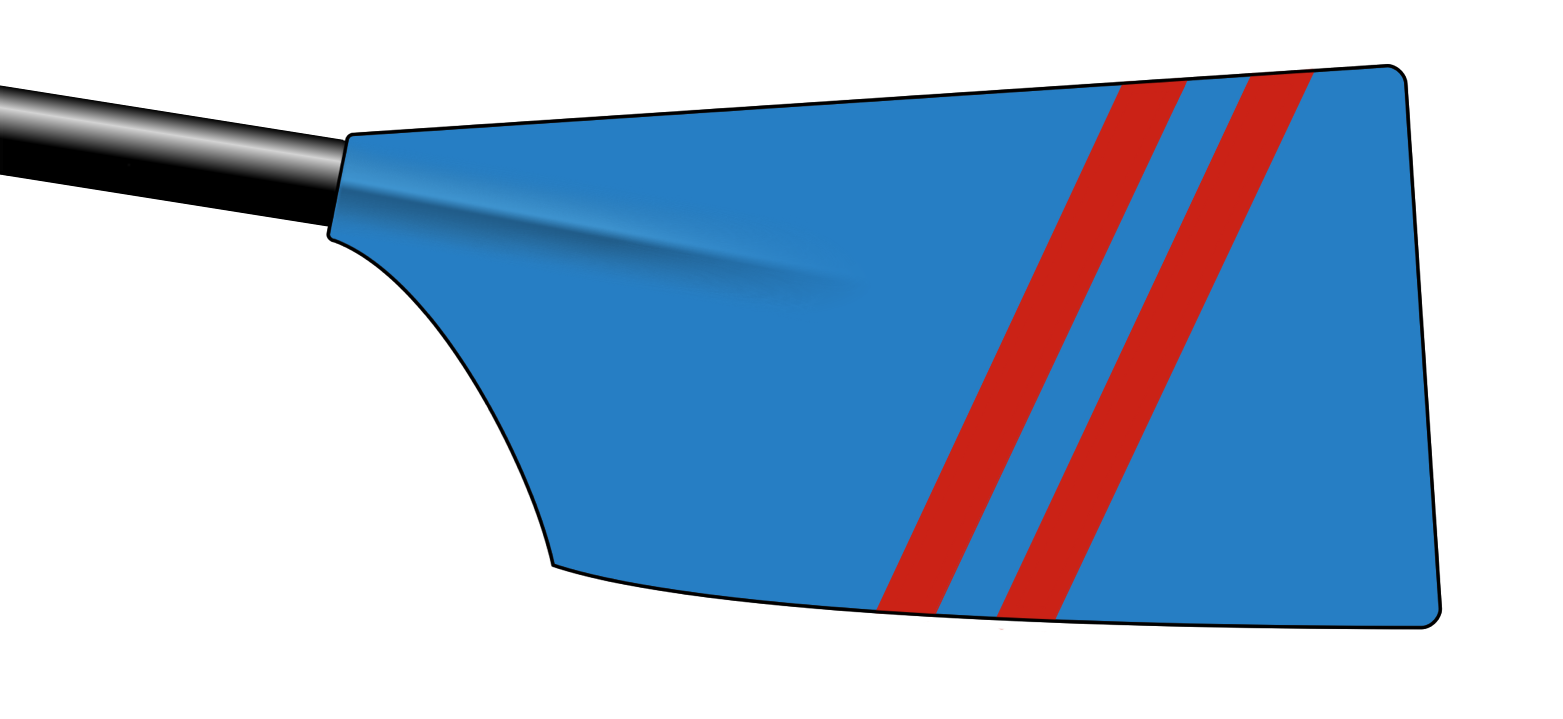
Klubowe barwy wioseł

Włocławskie Towarzystwo Wioślarskie – wioślarski klub sportowy, założony w 1886 roku we Włocławku. Członek założyciel Polskiego Związku Towarzystw Wioślarskich. W latach 1921–1939 funkcjonował pod nazwą „Towarzystwo Wioślarskie we Włocławku”, a w latach 1945–1949 „Towarzystwo Wioślarskie”.

## Historia

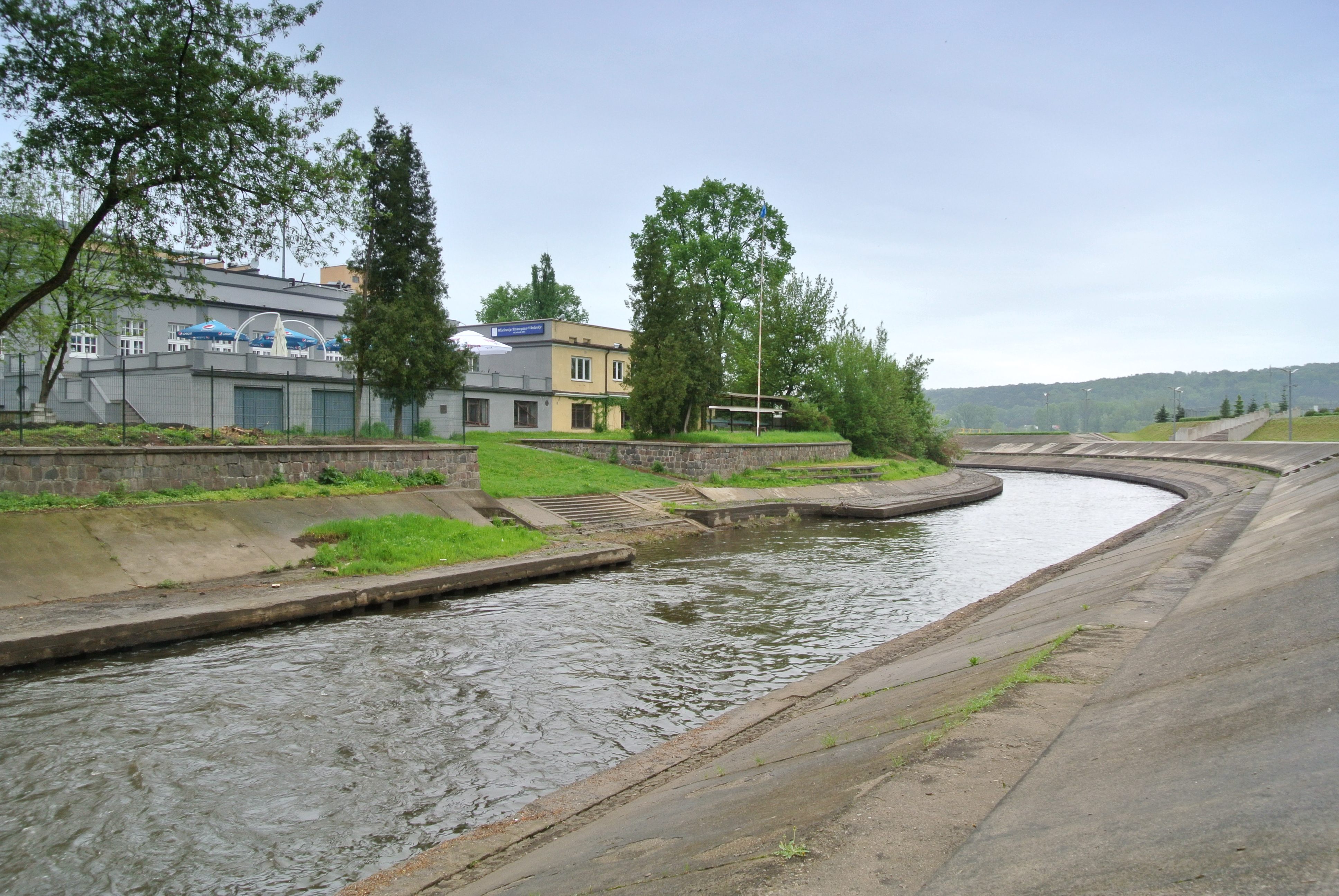
Dawna przystań WTW (nieużytkowana)

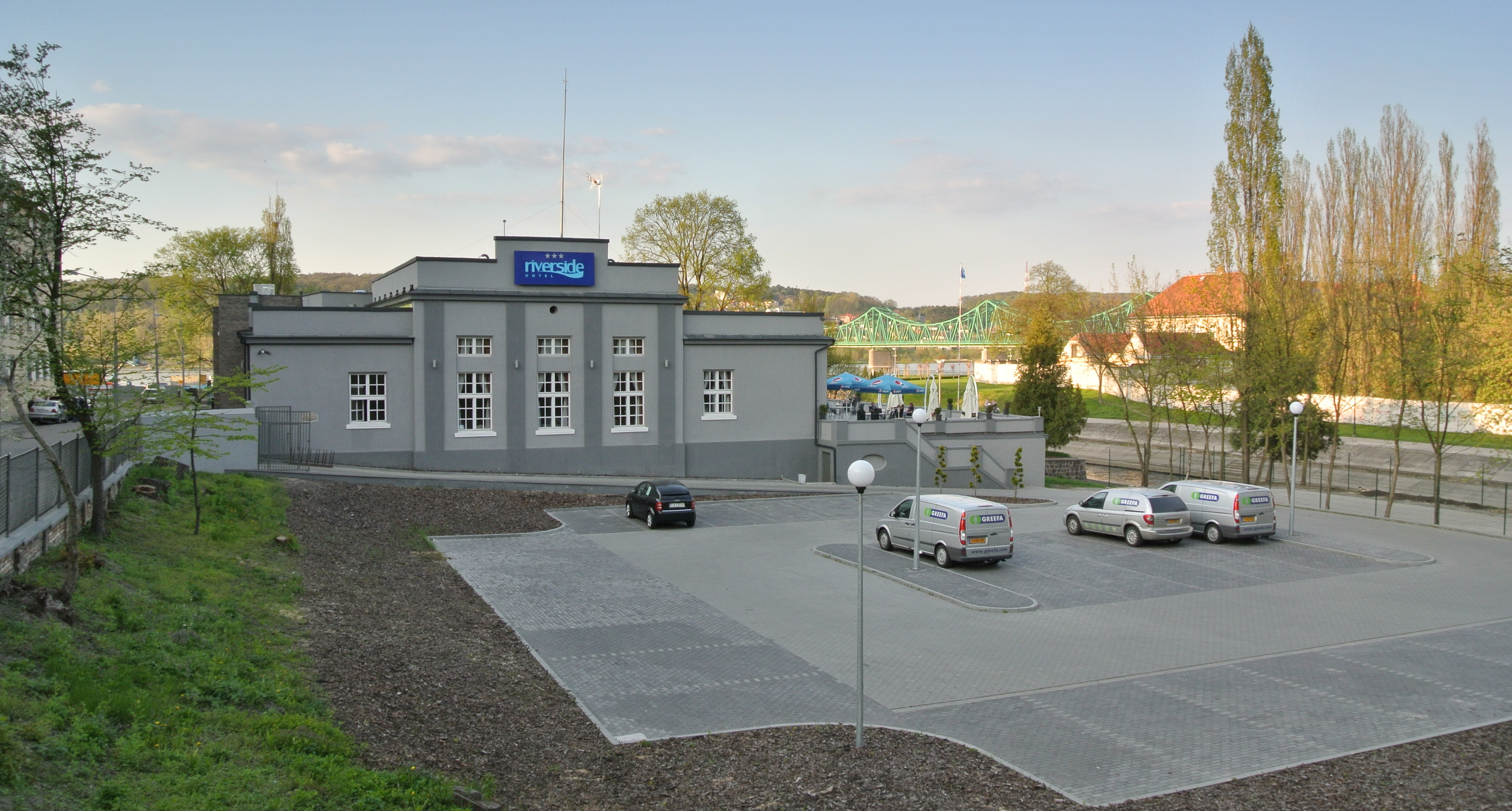
Dawny budynek reprezentacyjny WTW (sprzedany)

Stowarzyszenie powstało z inicjatywy polskiej inteligencji, głównie dzięki staraniom włocławskiego adwokata – Bolesława Domaszewicza – i warszawskiego lekarza – Henryka Stankiewicza. Oprócz krzewienia kultury fizycznej stawiało sobie za cel propagowanie patriotyzmu w okupowanej przez zaborców Polsce. W lokalu towarzystwa funkcjonowała polska czytelnia, koncertował chór męski „Echo wioślarskie”, w 1903 roku zorganizowano odczyt Henryka Sienkiewicza, który przyjechał do Włocławka jako członek honorowy WTW.
W 1887 roku włocławscy wioślarze zorganizowali pierwsze lokalne regaty na Wiśle, a czternaście lat później dokonali wielkiego wyczynu – dopłynęli Wisłą pod prąd do Płocka.
Z początku siedziba towarzystwa mieściła się przy ul. Bulwarowej. W 1894 roku miała miejsce przeprowadzka do lokalu przy ul. Łęgskiej 77. Siedzibę z prawdziwego zdarzenia udało się wybudować dopiero w 1928 roku – przy ul. Piwnej 3, przy ujściu Zgłowiączki do Wisły.
W okresie I wojny światowej WTW współtworzyło lokalną straż obywatelską i utworzyło szkołę początkową, wielu wioślarzy wstąpiło wówczas do Polskiej Organizacji Wojskowej.
W okresie międzywojennym klub powiększył się o sekcję kobiecą, bowiem włączono do niego powstały w 1919 roku Klub Wioślarek. Przez wiele lat, począwszy od 1921 roku, prezesem Towarzystwa Wioślarskiego we Włocławku był Jerzy Zygmunt Bojańczyk, postać wyjątkowo zasłużona dla Włocławka i lokalnego wioślarstwa. Sam sponsorował budowę okazałej siedziby klubu, a jego kompetencje sędziowskie były wysoko cenione, pozwalały mu m.in. na przewodniczenie komisjom sędziowskim na igrzyskach olimpijskich w Amsterdamie (w 1928 roku) i Berlinie (w 1936 roku).
W 1929 roku Wiktor Szelągowski, Henryk Grabowski i Tadeusz Gaworski zdobyli dla klubu pierwszy złoty medal mistrzostw Polski, w tym samym roku zdobyli również brązowy medal mistrzostw Europy. Rok później włocławscy wioślarze osiągnęli I miejsce na międzynarodowych regatach w Antwerpii. W czasach międzywojennych TWW dziesięciokrotnie zaliczano do grona dziesięciu najlepszych klubów Polski.
Wojna nie zniszczyła ducha włocławskiego wioślarstwa, przetrwał też sprzęt i budynki wioślarzy. Reaktywowane zaraz po wojnie Towarzystwo Wioślarskie znów odnosiło sukcesy, klasyfikowano je na 4. miejscu spośród 31 polskich klubów.
W miarę utrwalania się Polski Ludowej władze komunistyczne zmierzały do ukrócenia samodzielności towarzystwa, o niewybaczalnym wówczas inteligenckim, elitarnym rodowodzie, co ostatecznie dokonało się w 1949 roku, dwa lata po śmierci Bojańczyka – TW wcielono wtedy do Ogólnopolskiego Pionu Sportowego „Związkowiec”. Wioślarstwo włocławskie po tej centralizacji podniosło się dopiero w latach 60., głównie dzięki zaangażowaniu trenera Tadeusza Gawrysiaka. Jego wychowankowie (m.in. Bogdan Piątek, Grzegorz Dudziński, Krzysztof Gabryelewicz, Marek Dudziński, Andrzej Peszyński) zdobyli wiele medali mistrzostw Polski.
W 1987 roku klub znów stał się samodzielny – reaktywowano go jako Włocławskie Towarzystwo Wioślarskie.

## Zmiany w układzie finansowania
W okresie międzywojennym społecznicy wnosili swój prywatny majątek do klubu, budowali za własne pieniądze, utrzymywali klub przez opłacanie wysokich składek członkowskich i z dużych darowizn, pochodzących od lokalnych przedsiębiorców. Pod koniec lat 30. do sponsorów dołączyła fabryka kawy zbożowej Ferdynanda Bohma, dzięki współpracy z tym przedsiębiorstwem w klubie zaczęła trenować również młodzież robotnicza. Obecnie finansowanie WTW wygląda zgoła inaczej. Znaczną część reprezentacyjnych, zabytkowych zabudowań sprzedano WSHE, składki członkowskie wioślarzy stanowią margines przychodów, a trenerzy klubowi za swoją pracę pobierają normalne wynagrodzenie. Klub prowadzi szeroką działalność w znacznej mierze dzięki dofinansowaniu, przyznawanemu przez Urząd Miasta, miasto zadbało też o przyszłość klubu – wybudowało nową przystań dla włocławskich wioślarzy, tuż obok zabudowań starej.

## Sytuacja obecna

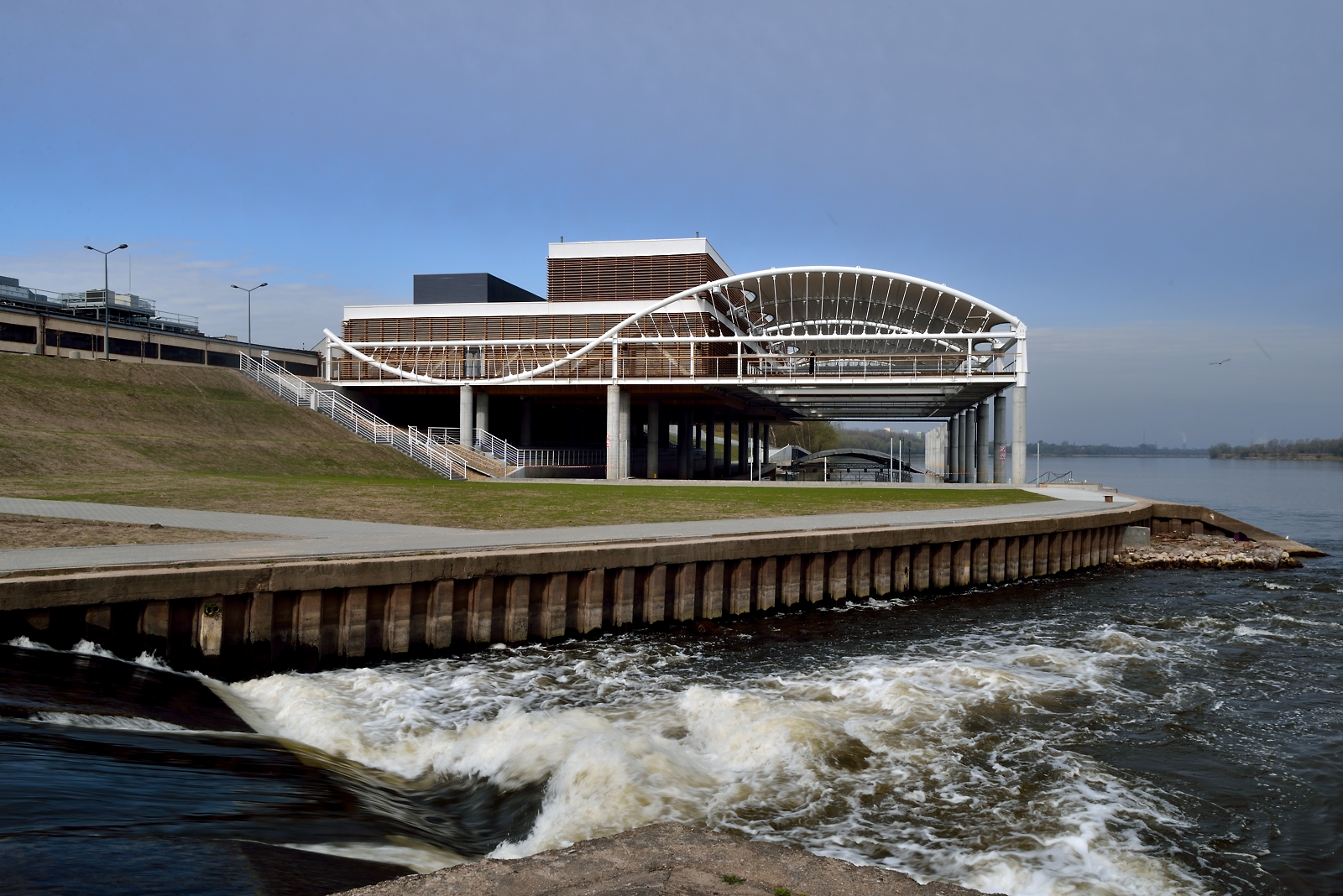
Przystań miejska u ujścia Zgłowiączki do Wisły

Włocławskie Towarzystwo Wioślarskie trenuje dzieci i młodzież, a wychowankowie klubu odnoszą sukcesy sportowe na arenie krajowej i międzynarodowej. Obecnie najlepszym i najbardziej utytułowanym zawodnikiem towarzystwa jest Fabian Barański. W 2019 roku, wraz z Mirosławem Ziętarskim, zdobył tytuł Mistrza Europy w dwójce podwójnej oraz tytuł Wicemistrza Świata w czwórce podwójnej (Szymon Pośnik, Dominik Czaja, Wiktor Chabel).
Duże sukcesy odnoszą także: Oliwia Muraska, Magdalena Szprengiel, Piotr Śliwiński, Weronika Klasińska, Wiktoria Klasińska, Julia Gęsicka.
Podczas obchodów 120–lecia (2006 rok) Włocławskie Towarzystwo Wioślarskie uhonorowano złotym medalem Polskiego Komitetu Olimpijskiego.